# Y học Hy Lạp cổ đại

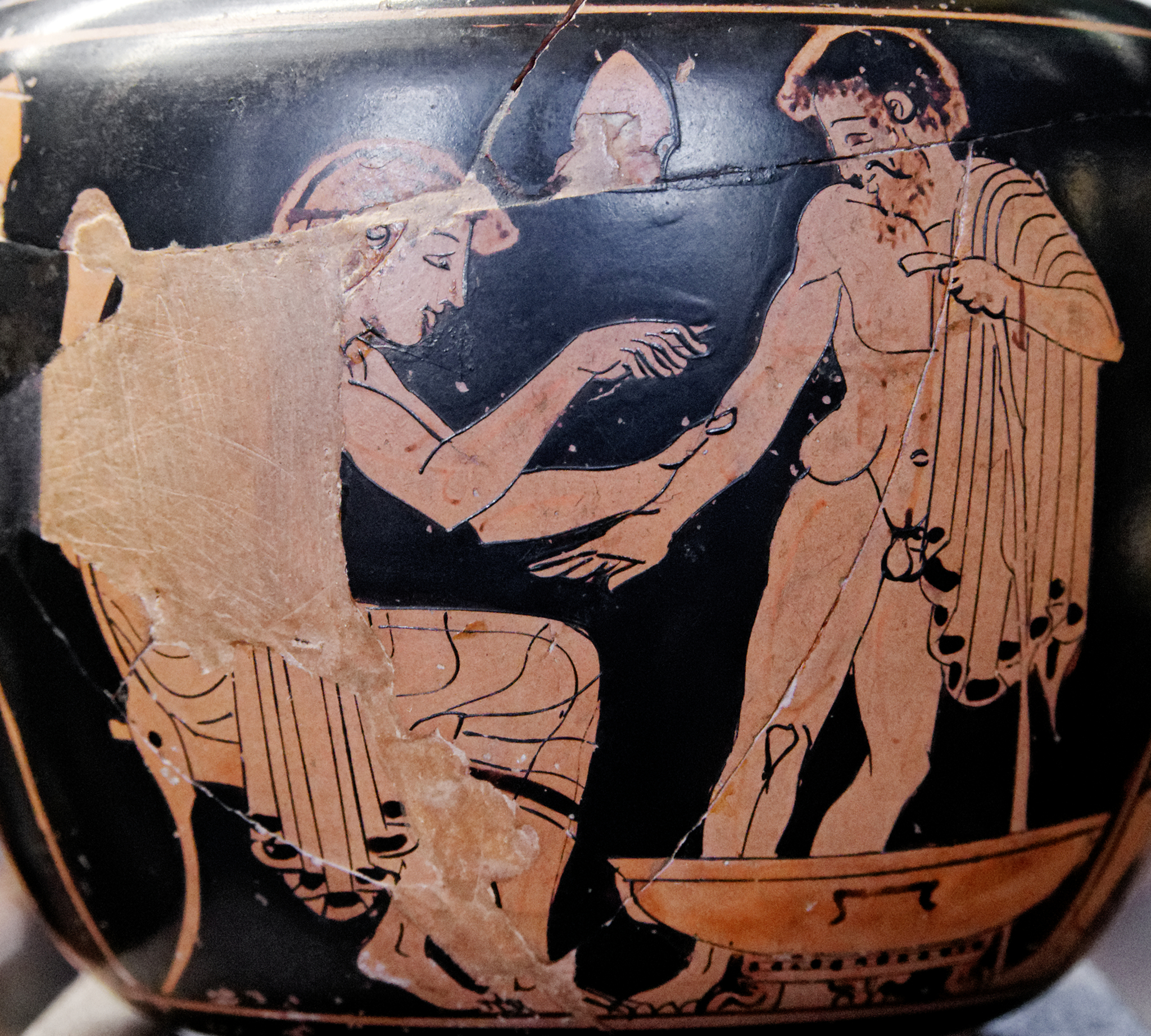
Bác sĩ chữa trị bệnh nhân qua hình vẽ trên (gốm họa tiết đỏ aryballos, 480–470 TCN).

Y học Hy Lạp cổ đại (tiếng Anh: Ancient Greek medicine) là một tập hợp những lý thuyết và thực hành không ngừng mở rộng qua hệ tư tưởng và thử nghiệm mới. Nhiều thành phần đã được coi là thuộc về y học Hy Lạp cổ đại, kết nối với tinh thần vật lý. Vào đầu thời La Mã cổ đại, người Hy Lạp cổ tin rằng bệnh tật là "sự trừng phạt của thánh thần" và chữa bệnh là một "món quà từ các vị thần". Người ta nhận ra rằng tâm trí đóng một vai trò quan trọng trong chữa bệnh, và nó cũng có thể là căn nguyên duy nhất của bệnh.
Hippocrates, "Cha đẻ của Y học Hiện đại", đã thành lập một trường học y khoa tại Cos và là nhân vật quan trọng nhất trong nền y học Hy Lạp cổ đại.

## Tiểu sử
- Connor, J. T. H. An English Language Bibliography of Classical Greek Medicine Lưu trữ ngày 4 tháng 3 năm 2016 tại Wayback Machine